# Список Героев Социалистического Труда (Абаев — Авшалумов)
Эта страница является частью списка Героев Социалистического Труда и перечисляет в алфавитном порядке лиц, удостоенных звания Героя Социалистического Труда, чьи фамилии начинаются с буквы «А», от Абаев до Авшалумов.
- Список не включает дважды и трижды Героев Социалистического Труда, а также лиц, лишённых этого звания.
- Список содержит информацию о датах жизни, роде деятельности и дате присвоения звания Героя.
- Герои, удостоенные звания посмертно, выделены в списке  серым цветом .
- Герои, сменившие фамилию после присвоения звания, приводятся в списках дважды, при этом строка с новой фамилией выделяется  бежевым цветом  и не имеет номера.

## Список людей, фамилии которых начинаются с «А»
| Навигационная таблица | Навигационная таблица  |
| --------------------- | ---------------------- |
| «А»                   | Абаев — Авшалумов      |
| «А»                   | Ага Дадаш — Акыниязов  |
| «А»                   | Алабугина — Алямкина   |
| «А»                   | Амадалиев — Анюховская |
| «А»                   | Апайков — Асютченко    |
| «А»                   | Атабаев — Аяускайте    |

| №          | Фамилия, имя, отчество            | Даты жизни              | Деятельность | Дата присвоения | ГС         |
| ---------- | --------------------------------- | ----------------------- | --- | --------------- | ---------- |
| 1e-06      | Абабкова Мария Александровна      | 01.12.1935 — 22.12.2024 | Прядильщица Гродненского тонкосуконного комбината Гродненского совнархоза | 07.03.1960      | [ ГС 1 ]   |
| 1          | Абаев Алексей Евстафьевич         | 12.04.1909 — 23.04.1957 | Председатель колхоза имени Сталина Пригородного района Северо-Осетинской АССР | 09.03.1948      | [ ГС 2 ]   |
| 2          | Абаев Филипп Миткаевич            | 1898—1969               | Председатель колхоза имени Коста Хетагурова Пригородного района Северо-Осетинской АССР | 09.03.1948      | [ ГС 3 ]   |
| 3          | Абакаров Сайпула Магомедович      | 22.09.1935 — 10.12.2014 | Бригадир бетонщиков строительства Чирюртовской ГЭС, Дагестанская АССР | 28.05.1960      | [ ГС 4 ]   |
| 4          | Абакелия Борис Несторович         | 1915 — ????             | Председатель Исполкома Гегечкорского районного Совета депутатов трудящихся, Грузинская ССР | 25.11.1950      |            |
| 5          | Абакиров Мамут                    | 1912—2003               | Заведующий коневодческой фермой колхоза «Ленинчил-Жаш» Советского района Ошской области | 15.09.1948      | [ ГС 5 ]   |
| 6          | Абакумов Александр Викторович     | 04.10.1929 — 14.03.2020 | Капитан-флагман Управления сельдяного флота, Мурманская область | 13.04.1963      | [ ГС 6 ]   |
| 7          | Абакумов Анатолий Григорьевич     | 07.01.1922 — 18.08.1967 | Капитан парохода Северного государственного морского пароходства Министерства морского флота СССР, гор. Архангельск                                                                                                  | 03.08.1960      | [ ГС 7 ]   |
| 8          | Абакумов Борис Фёдорович          | 11.07.1933 — 20.12.2021 | Начальник морского торгового порта Певек Дальневосточного морского пароходства Министерства морского флота СССР, Чукотский автономный округ Магаданской области                                                      | 27.02.1990      | [ ГС 8 ]   |
| 9          | Абакумов Дмитрий Филиппович       | 1915 — 26.12.1977       | Машинист паровозного депо станции Боготол Красноярской железной дороги, Красноярский край | 01.08.1959      | [ ГС 9 ]   |
| 10         | Абакумов Евгений Андреевич        | 08.05.1932 — 19.05.2012 | Тракторист совхоза имени Тимирязева Вознесенского района Николаевской области | 23.06.1966      | [ ГС 10 ]  |
| 11         | Абакумова Варвара Фёдоровна       | род. 1925               | Звеньевая колхоза «Вперёд», гор. Кизляр Грозненской области | 17.09.1949      | [ ГС 11 ]  |
| 12         | Абакумова Надежда Романовна       | 17.11.1930 — 29.01.1998 | Помощник мастера прядильно-ниточного комбината имени С. М. Кирова Министерства лёгкой промышленности РСФСР, гор. Ленинград                                                                                           | 05.04.1971      | [ ГС 12 ]  |
| 13         | Абалян Александр Мелкумович       | 10.09.1907 — 1982       | Звеньевой колхоза имени Касумяна Гадрутского района Нагорно-Карабахской автономной области | 08.08.1950      | [ ГС 13 ]  |
| 14         | Абасов Курбан Абас Кули оглы      | 26.10.1926 — 14.09.1994 | Начальник участка конторы бурения № 1 нефтепромыслового управления «Гюргяннефть» Министерства нефтяной промышленности Азербайджанской ССР, гор. Баку                                                                 | 19.03.1959      | [ ГС 14 ]  |
| 15         | Абасов Назарали Сафарали оглы     | род. 1935               | Электромонтёр Бакинского эксплуатационно-технического узла связи № 1 Министерства связи Азербайджанской ССР | 03.07.1986      | [ ГС 15 ]  |
| 16         | Абасов Халил Гасангули оглы       | 17.08.1914 — 01.04.1992 | Старший чабан колхоза имени Берии Имишлинского района Азербайджанской ССР | 17.08.1948      | [ ГС 16 ]  |
| 17         | Абахов Карибай                    | 22.09.1914 — 10.02.1984 | Тракторист колхоза имени Ленина Луговского района Джамбулской области | 19.04.1967      | [ ГС 17 ]  |
| 18         | Абашидзе Ахмед Шугейбович         | 1923—1992               | Звеньевой колхоза имени Ф. Энгельса Кедского района Аджарской АССР | 18.06.1949      | [ ГС 18 ]  |
| 19         | Абашидзе Григол Григолович        | 01.08.1914 — 29.07.1994 | Первый секретарь правления Союза писателей Грузии, гор. Тбилиси | 27.09.1974      | [ ГС 19 ]  |
| 20         | Абашидзе Ираклий Виссарионович    | 23.11.1909 — 14.01.1992 | Поэт, Председатель Верховного Совета Грузинской ССР, вице-президент Академии наук Грузинской ССР, гор. Тбилиси | 22.11.1979      | [ ГС 20 ]  |
| 21         | Абашидзе Мамия Хасанович          | 1918 — ????             | Председатель колхоза имени Тельмана Хелвачаурского района Аджарской АССР | 26.02.1981      | [ ГС 21 ]  |
| 22         | Абашкин Владимир Дмитриевич       | 10.02.1935 — 25.04.2009 | Бригадир монтажников Ждановского специализированного управления № 118 треста «Азовстальконструкция» Министерства монтажных и специальных строительных работ СССР, Донецкая область                                   | 08.06.1978      | [ ГС 22 ]  |
| 23         | Абашкин Павел Иванович            | 25.12.1923 — 04.01.2005 | Сталевар электрометаллургического завода «Электросталь» имени И. Ф. Тевосяна Министерства чёрной металлургии СССР, Московская область                                                                                | 30.03.1971      | [ ГС 23 ]  |
| 24         | Аббасов Амирхан Союн оглы         | 1924 — ????             | Звеньевой колхоза имени Жданова Болнисского района Грузинской ССР | 25.09.1950      |            |
| 25         | Аббасов Багман Аббас оглы         | 1897 — 15.12.1958       | Председатель колхоза имени Багирова Акстафинского района Азербайджанской ССР | 10.03.1948      | [ ГС 24 ]  |
| 26         | Аббасов Джафархан Аббас оглы      | 1903 — 29.08.1965       | Звеньевой колхоза имени Мясникова Норашенского района Азербайджанской ССР | 17.06.1950      | [ ГС 25 ]  |
| 27         | Аббасов Мовсум Насир оглы         | 15.02.1922 — 27.05.1990 | Тракторист Карягинской МТС Карягинского района Азербайджанской ССР | 12.07.1950      | [ ГС 26 ]  |
| 28         | Аббасов Надир Худуш оглы          | род. 1925               | Первый секретарь Сальянского райкома Компартии Азербайджана | 27.12.1976      | [ ГС 27 ]  |
| 29         | Аббасов Фарзали Гатам оглы        | род. 1932               | Бригадир виноградарской бригады совхоза имени С. Вургуна Казахского района Азербайджанской ССР | 03.10.1980      | [ ГС 28 ]  |
| 30         | Аббасова Банош Джафаргулу кызы    | 01.02.1918 — 22.01.1995 | Звеньевая колхоза имени Азизбекова Норашенского района Азербайджанской ССР | 01.07.1949      | [ ГС 29 ]  |
| 31         | Аббасова Рейхан Агадада кызы      | 1924—1968               | Звеньевая колхоза имени Чапаева Масаллинского района Азербайджанской ССР | 01.07.1949      | [ ГС 30 ]  |
| 32         | Аббасова Ханум Мамед кызы         | 1906 — 02.10.1966       | Звеньевая виноградарского совхоза имени Берия Министерства пищевой промышленности СССР, Агдамский район Азербайджанской ССР                                                                                          | 04.09.1950      | [ ГС 31 ]  |
| 33         | Аббасова Хураман Зейнал кызы      | 31.12.1927 — 26.01.1998 | Председатель колхоза имени Ленина Агдамского района Азербайджанской ССР | 23.02.1981      | [ ГС 32 ]  |
| 34         | Абданова Айтбала                  | 1902 — ????             | Старший чабан совхоза «Октябрьский» Панфиловского района Талды-Курганской области | 29.03.1958      | [ ГС 33 ]  |
| 35         | Абденбаев Яшим                    | 1917 — ????             | Старший чабан колхоза «Джардамши» Таласского района Джамбулской области | 12.07.1949      | [ ГС 34 ]  |
| 36         | Абдигулов Идрис                   | 20.12.1928 — 01.11.2017 | Старший чабан совхоза «Узубулакский» Кегенского района Алма-Атинской области | 22.03.1966      | [ ГС 35 ]  |
| 37         | Абдиев Ачил                       | 1918 — ????             | Звеньевой колхоза «Юлдуз» Нарпайского района Самаркандской области | 12.07.1950      | [ ГС 36 ]  |
| 38         | Абдирахимов Муртоза               | род. 1939               | Механизатор колхоза «Ленинизм» Яккабагского района Кашкадарьинской области | 20.02.1978      | [ ГС 37 ]  |
| 39         | Абдраев Кутубай                   | 1932 — 18.03.2014       | Старший чабан совхоза «Сон-Куль» Кочкорского района Нарынской области | 25.12.1976      | [ ГС 38 ]  |
| 40         | Абдраимов Альпухар                | род. 1919               | Старший чабан совхоза «Кзыл-Кум» Южно-Казахстанской области | 29.03.1958      | [ ГС 39 ]  |
| 41         | Абдраимов Апсамат                 | род. 1931               | Бригадир колхоза имени Кирова Кара-Суйского района Ошской области | 30.04.1966      | [ ГС 40 ]  |
| 42         | Абдраимов Кочкомбай               | 1914—1992               | Заведующий коневодческой фермой колхоза «Алмалу-Булак» Ачинского района Джалал-Абадской области | 15.09.1948      | [ ГС 41 ]  |
| 43         | Абдраимов Кудайкул                | 1917—1982               | Председатель колхоза имени Энгельса Базар-Курганского района Джалал-Абадской области | 16.10.1958      | [ ГС 42 ]  |
| 44         | Абдраимов Матай                   | 1888—1954               | Звеньевой колхоза имени Сталина Ленинского района Джалал-Абадской области | 26.03.1948      | [ ГС 43 ]  |
| 45         | Абдраманова Куланда               | 1920—1995               | Звеньевая колхоза имени Карла Маркса Тереньузякского района Кзыл-Ординской области | 20.05.1949      | [ ГС 44 ]  |
| 46         | Абдрасулов Кадир                  | 25.11.1938 — 08.07.1984 | Бригадир горнорабочих очистного забоя шахты «Кировская» Карагандинского производственного объединения по добыче угля Министерства угольной промышленности СССР                                                       | 05.03.1976      | [ ГС 45 ]  |
| 47         | Абдрахманов Гайнетдин Шайхиевич   | 09.05.1932 — 13.04.2001 | Бригадир слесарей производственного ремонтного предприятия районного энергетического управления «Башкирэнерго» Министерства энергетики и электрификации СССР, Башкирская АССР                                        | 31.03.1991      | [ ГС 46 ]  |
| 48         | Абдрахманов Жансеит               | 1900—1974               | Крепильщик шахты имени Костенко комбината «Карагандашахтострой» Министерства угольной промышленности восточных районов СССР, Карагандинская область                                                                  | 28.08.1948      | [ ГС 47 ]  |
| 49         | Абдрахманов Избасар               | 14.12.1939 — 21.06.1975 | Комбайнёр колхоза имени Ленина Талды-Курганского района Алма-Атинской области | 19.04.1967      | [ ГС 48 ]  |
| 50         | Абдрахманов Толеш                 | 1878—1966               | Старший чабан колхоза имени Сталина Джаныбекского района Западно-Казахстанской области | 23.07.1948      | [ ГС 49 ]  |
| 51         | Абдрахманов Уликпан               | 22.02.1922 — 23.08.2000 | Оператор по добыче нефти и газа нефтегазодобывающего управления «Кульсарынефть» объединения «Эмбанефть» Министерства нефтяной промышленности СССР, Гурьевская область                                                | 30.03.1971      | [ ГС 50 ]  |
| 52         | Абдрахманов Хамза                 | 1896 — 25.12.1980       | Председатель колхоза «Жулдуз» Фурмановского района Западно-Казахстанской области | 23.07.1948      | [ ГС 51 ]  |
| 53         | Абдрахманова Нина Лукична         | 04.09.1938 — 15.05.2023 | Мастер Челябинского тракторного завода имени В. И. Ленина производственного объединения «Челябинский тракторный завод имени В. И. Ленина» Министерства тракторного и сельскохозяйственного машиностроения СССР       | 31.05.1983      | [ ГС 52 ]  |
| 54         | Абдреев Ахметгарей Шакирзянович   | 04.10.1923 — 04.12.2004 | Председатель колхоза имени XXII съезда КПСС Дрожжановского района Татарской АССР | 08.04.1971      | [ ГС 53 ]  |
| 55         | Абдувалиев Муса                   | 1929 — ????             | Бригадир проходчиков горных выработок шахты «Джин-Джиган» комбината «Киргизуголь» Министерства угольной промышленности СССР, Ошская область                                                                          | 29.06.1966      | [ ГС 54 ]  |
| 56         | Абдугулов Капиза                  | 08.08.1924 — 06.06.1991 | Председатель колхоза имени Мичурина Энбекшиказахского района Алма-Атинской области | 30.04.1966      | [ ГС 55 ]  |
| 57         | Абдукадыров Абдрашит              | 1919—1978               | Председатель колхоза «Москва» Сузакского района Ошской области | 30.04.1966      | [ ГС 56 ]  |
| 58         | Абдукадыров Абдуваит              | 1895 — ????             | Звеньевой хлопкового совхоза Дальверзин № 2 Министерства совхозов СССР, Бекабадский район Ташкентской области | 13.07.1950      | [ ГС 57 ]  |
| 59         | Абдукаримов Абдумавлян            | 1922—2001               | Тракторист Сузакской МТС Джалал-Абадской области | 15.02.1957      | [ ГС 58 ]  |
| 60         | Абдукаримов Исатай Абдукаримович  | 15.05.1923 — 07.04.2001 | Первый секретарь Джалагашского райкома Компартии Казахстана, Кзыл-Ординская область | 08.04.1971      | [ ГС 59 ]  |
| 61         | Абдулаев Давлятбек                | 05.07.1918 — 2008       | Звеньевой колхоза «Рохи-Ленин» Октябрьского района Сталинабадской области | 03.05.1949      | [ ГС 60 ]  |
| 62         | Абдулаев Курманкул                | 1918 — ????             | Комбайнёр совхоза «Сухой хребет» Пржевальского района Иссык-Кульской области | 15.02.1957      | [ ГС 61 ]  |
| 63         | Абдулаев Сатор                    | 1924—1972               | Звеньевой колхоза имени 30-летия Октября Гиссарского района Сталинабадской области | 01.03.1948      | [ ГС 62 ]  |
| 64         | Абдулаев Убайдуло                 | 1927 — ????             | Звеньевой колхоза «Коммунизм» Кокташского района Сталинабадской области | 01.03.1948      | [ ГС 63 ]  |
| 65         | Абдулвасиев Абдулло               | 05.04.1922 — 19.05.1968 | Председатель исполкома Орджоникидзеабадского районного Совета депутатов трудящихся, Таджикская ССР | 17.01.1957      | [ ГС 64 ]  |
| 66         | Абдулин Загид Мухабулович         | 1906 — 05.1989          | Первый секретарь Орджоникидзеабадского райкома Компартии (большевиков) Таджикистана, Сталинабадская область | 01.03.1948      | [ ГС 65 ]  |
| 67         | Абдулкадыров Ярикбай Шоматович    | 25.01.1901 — 1990       | Старший чабан племенного овцеводческого совхоза «Червлённые Буруны» Министерства совхозов СССР, Кара-Ногайский район Грозненской области                                                                             | 09.10.1949      | [ ГС 66 ]  |
| 68         | Абдуллаев Аликузу Мухтар оглы     | 10.03.1928 — 29.01.2006 | Бригадир виноградарского совхоза имени Азизбекова Министерства промышленности продовольственных товаров СССР, Азербайджанская ССР                                                                                    | 16.05.1955      | [ ГС 67 ]  |
| 69         | Абдуллаев Алтынбек                | 1932 — 26.08.2019       | Звеньевой совхоза имени Чапаева Чардаринского района Чимкентской области | 30.04.1966      | [ ГС 68 ]  |
| 70         | Абдуллаев Гуламмахмуд             | 1900 — 05.08.1981       | Председатель колхоза имени Ворошилова Калининского района Ташкентской области | 27.04.1948      | [ ГС 69 ]  |
| 71         | Абдуллаев Исламжон                | 03.07.1941 — 27.10.2011 | Бригадир совхоза имени А. Саркисова Дустликского района Джизакской области | 20.02.1978      | [ ГС 70 ]  |
| 72         | Абдуллаев Мазаир Агаверди оглы    | 03.06.1911 — 1978       | Управляющий трестом № 1 Министерства строительства Азербайджанской ССР, гор. Сумгаит | 11.08.1966      | [ ГС 71 ]  |
| 73         | Абдуллаев Нуриддин                | 1916 — ????             | Звеньевой колхоза имени Сталина Наманганского района Наманганской области | 02.08.1949      | [ ГС 72 ]  |
| 74         | Абдуллаев Сайфитдин               | 1908—1983               | Председатель колхоза имени Ленина Исфаринского района Ленинабадской области | 17.01.1957      | [ ГС 73 ]  |
| 75         | Абдуллаев Сафар Ибад оглы         | род. 05.05.1925         | Сверловщик машиностроительного завода имени Буниата Сардарова Всесоюзного промышленного объединения нефтяного машиностроения Министерства химического и нефтяного машиностроения СССР, гор. Баку Азербайджанской ССР | 11.04.1980      | [ ГС 74 ]  |
| 76         | Абдуллаев Тожибой                 | 1922—2000               | Звеньевой колхоза имени Ленина Шахринауского района Сталинабадской области | 03.05.1949      | [ ГС 75 ]  |
| 77         | Абдуллаев Хабибулло Тулабаевич    | род. 1935               | Бригадир проходчиков Кансайского рудоуправления Министерства цветной металлургии СССР, Таджикская ССР | 20.05.1966      |            |
| 78         | Абдуллаев Юсуп                    | 1927 — ????             | Бригадир полеводческой бригады колхоза имени Маленкова Алты-Арыкского района Ферганской области | 11.01.1957      | [ ГС 76 ]  |
| 79         | Абдуллаева Бизумрат (Бибизумрад)  | 1919—1997               | Бригадир хлопководческой бригады колхоза имени Хрущёва Кагановичабадского района Таджикской ССР | 17.01.1957      | [ ГС 77 ]  |
| 80         | Абдуллаева Гальма Юсиф кызы       | 1928—2016               | Звеньевая виноградарского совхоза имени Азизбекова Министерства пищевой промышленности СССР, Азербайджанская ССР | 04.09.1950      | [ ГС 78 ]  |
| 81         | Абдуллаева Гюльзар Рза кызы       | 1914 — 01.05.1993       | Звеньевая колхоза имени Сталина Ждановского района Азербайджанской ССР | 10.03.1948      | [ ГС 79 ]  |
| 82         | Абдуллаева Зари Муталим           | 22.07.1917 — 25.12.1996 | Звеньевая виноградарского совхоза «Азербайджан» Министерства пищевой промышленности СССР, Самухский район Азербайджанской ССР                                                                                        | 05.10.1949      | [ ГС 80 ]  |
| 83         | Абдуллаева Назлы Муршуд кызы      | 01.07.1902 — 17.10.1978 | Звеньевая колхоза «Красный Азербайджан» Геокчайского района Азербайджанской ССР | 12.07.1950      | [ ГС 81 ]  |
| 84         | Абдуллаева Сафура Сенфулла кызы   | род. 1936               | Доярка совхоза имени Калинина Масаллинского района Азербайджанской ССР | 22.03.1966      | [ ГС 82 ]  |
| 85         | Абдуллаева Сипорат                | 1932 — 28.01.2007       | Упаковщица табачно-ферментационного завода Пенджикентского производственного объединения табачно-консервной промышленности Министерства пищевой промышленности Таджикской ССР, Ленинабадская область                 | 17.03.1981      | [ ГС 83 ]  |
| 86         | Абдуллаева Тамара Тахминдаровна   | 03.1914 — ????          | Звеньевая колхоза «Красный Восток» Меркенского района Джамбулской области | 31.12.1965      | [ ГС 84 ]  |
| 87         | Абдуллаева Тохта                  | 1922 — ????             | Бригадир полеводческой бригады колхоза имени Хрущёва Орджоникидзевского района Ташкентской области | 11.01.1957      | [ ГС 85 ]  |
| 88         | Абдуллаева Хикоят                 | 1918 — ????             | Колхозница колхоза имени Сталина Калининского района Ташкентской области | 11.01.1957      | [ ГС 86 ]  |
| 89         | Абдуллин Гусман                   | 1884 — 15.06.1955       | Старший чабан колхоза имени Сталина Джаныбекского района Западно-Казахстанской области | 23.07.1948      | [ ГС 87 ]  |
| 90         | Абдуллин Нигматулла Тухбатуллович | 23.05.1937 — 08.05.2021 | Бригадир комплексной бригады производственного объединения «Камгэсэнергострой» Министерства энергетики и электрификации СССР, Татарская АССР                                                                         | 14.09.1981      | [ ГС 88 ]  |
| 91         | Абдуллоев Гафор                   | 31.03.1927 — 1995       | Бригадир хлопководческой бригады колхоза имени Ленина Восейского района Таджикской ССР | 10.12.1973      | [ ГС 89 ]  |
| 92         | Абдумурадов Мамат                 | 1928 — ????             | Старший чабан колхоза «Первого Мая» Дехканабадского района Кашка-Дарьинской области | 06.08.1958      | [ ГС 90 ]  |
| 93         | Абдумуратов Шамар                 | 1928 — ????             | Старший чабан госплемзавода «Кабадиан» Шаартузского района Таджикской ССР | 06.09.1973      | [ ГС 91 ]  |
| 94         | Абдурагимов Гусейн Яхья оглы      | 20.02.1912 — 20.05.1966 | Заведующий отделом сельского хозяйства Нухинского района Азербайджанской ССР | 01.07.1949      | [ ГС 92 ]  |
| 95         | Абдуразаков Хамрали               | 1928 — ????             | Бригадир тракторной бригады 2-й Фрунзенской МТС Ферганской области | 11.01.1957      | [ ГС 93 ]  |
| 96         | Абдурахимова Кумрихон             | 1927 — ????             | Звеньевая колхоза имени Кагановича Кокташского района Сталинабадской области | 01.03.1948      | [ ГС 94 ]  |
| 97         | Абдурахманов Арзымурат            | 1915 — ????             | Звеньевой колхоза имени Калинина Китабского района Кашкадарьинской области | 11.01.1957      | [ ГС 95 ]  |
| 98         | Абдурахманов Базарбай             | род. 09.10.1930         | Директор совхоза «Савай» Кургантепинского района Андижанской области | 10.12.1973      | [ ГС 96 ]  |
| 99         | Абдурахманов Калабай              | род. 1934               | Старший чабан совхоза «Тамды» Тамдынского района Бухарской области | 22.03.1966      | [ ГС 97 ]  |
| 100        | Абдурахманов Назымджан            | 1904 — 11.06.1991       | Бригадир колхоза «Коммунист» Канибадамского района Ленинабадской области | 01.03.1948      | [ ГС 98 ]  |
| 101        | Абдурахманов Ниматжан             | 1905 — 09.10.1985       | Первый секретарь Гиссарского райкома Компартии Таджикистана | 17.01.1957      | [ ГС 99 ]  |
| 102        | Абдурахманов Патто                | род. 1932               | Шофёр Шахрисабзской автобазы № 35, Кашкадарьинская область | 04.05.1971      |            |
| 103        | Абдурахманова Сабохат             | род. 1936               | Доярка совхоза «Акдарья» Акдарьинского района Самаркандской области | 26.02.1981      |            |
| 104        | Абдурахманова Сафура Дадаш кызы   | 1929 — ????             | Звеньевая колхоза имени Ленина Нухинского района Азербайджанской ССР | 17.06.1950      | [ ГС 100 ] |
| 105        | Абдурахмонов Пулод                | 1927—2002               | Бригадир картофелеводческой бригады совхоза «Калай-Дашт» Файзабадского района Таджикской ССР | 08.04.1971      | [ ГС 101 ] |
| 106        | Абдурашитов Маджит                | 26.07.1930 — ????       | Бригадир слесарей-монтажников Чирчикского монтажного управления «Промтехмонтаж» специализированного треста № 93 Министерства монтажных и специальных строительных работ Узбекской ССР, Ташкентская область           | 08.02.1980      | [ ГС 102 ] |
| 107        | Абдушев Карипулла Шуаншалиевич    | 17.09.1938 — 01.06.2012 | Бригадир колхоза «Путь к коммунизму» Зеленовского района Уральской области | 24.12.1976      | [ ГС 103 ] |
| 108        | Абдылдаев Мамбет                  | 1924 — ????             | Старший чабан совхоза имени Токтогула Токтогульского района Ошской области | 08.04.1971      | [ ГС 104 ] |
| 109        | Абдылдаева Расия                  | 1924 — 29.07.1998       | Чабан колхоза имени Ленина Куланакского района Тянь-Шанской области | 16.10.1958      | [ ГС 105 ] |
| 110        | Абдыманапов Альмухан              | 1912 — ????             | Бригадир полеводческой бригады овцеводческого совхоза имени Ленина Министерства совхозов СССР, Луговской район Джамбулской области                                                                                   | 03.05.1948      | [ ГС 106 ] |
| 111        | Абдыраимов Асаналы                | 1906—1983               | Старший табунщик колхоза «Ак-Кия» Акталинского района Тянь-Шаньской области | 15.09.1948      | [ ГС 107 ] |
| 112        | Абдышева Токтогул                 | 15.12.1923 — 03.10.2005 | Швея-мотористка Фрунзенской трикотажной фабрики Министерства лёгкой промышленности Киргизской ССР | 05.04.1971      | [ ГС 108 ] |
| 113        | Абдюшев Хабибулла Бахтигареевич   | 01.03.1920 — 23.12.1988 | Бригадир колхоза имени Фрунзе Фёдоровского района Башкирской АССР | 23.06.1966      | [ ГС 109 ] |
| 114        | Абелашвили Сакул Николаевич       | 1914 — ????             | Звеньевой колхоза «Ленинис Андердзи» Гурджаанского района Грузинской ССР | 09.08.1949      | [ ГС 110 ] |
| 115        | Абенова Майшай                    | 1923 — 29.04.1987       | Трактористка колхоза «Коммунизм» Туркестанского района Чимкентской области | 08.04.1971      | [ ГС 111 ] |
| 116        | Абесадзе Александр Абесаломович   | 1906 — ????             | Главный агроном Лайтурского совхоза имени Кирова Министерства сельского хозяйства СССР, Махарадзевский район Грузинской ССР                                                                                          | 01.09.1951      | [ ГС 112 ] |
| 117        | Абесадзе Варлаам Милосович        | 15.04.1911 — ????       | Председатель исполнительного комитета Ткибульского районного Совета депутатов трудящихся Грузинской ССР | 29.08.1949      | [ ГС 113 ] |
| 118        | Абжалиев Пазыл                    | 1909—2002               | Звеньевой колхоза имени Кагановича Янги-Наукатского района Ошской области | 29.05.1950      | [ ГС 114 ] |
| 119        | Абжалов Шоманбай                  | 1932 — ????             | Чабан совхоза «Красная звезда» Яны-Курганского района Кзыл-Ординской области | 08.04.1971      | [ ГС 115 ] |
| 120        | Абжанов Бекенбай                  | 1907—1964               | Старший чабан совхоза «Каракол» Аягузского района Семипалатинской области | 29.03.1958      | [ ГС 116 ] |
| 121        | Абжанов Джуманияз                 | 1912 — ????             | Бригадир полеводческой бригады колхоза имени Орджоникидзе Хивинского района Хорезмской области | 11.01.1957      | [ ГС 117 ] |
| 122        | Абзалов Ариф                      | 1905 — ????             | Председатель исполкома Орджоникидзевского райсовета народных депутатов, Ташкентская область | 11.01.1957      | [ ГС 118 ] |
| 123        | Абидов Мирхайдар                  | 1915 — ????             | Звеньевой колхоза № 2 имени Ахунбабаева Кара-Сууского района Ташкентской области | 12.07.1950      | [ ГС 119 ] |
| 124        | Абиев Арапбек                     | род. 09.01.1941         | Звеньевой совхоза имени XXIII съезда КПСС Яны-Курганского района Кзыл-Ординской области | 24.12.1976      | [ ГС 120 ] |
| 125        | Абилова Дурна Багыш кызы          | 1916 — 05.04.1991       | Звеньевая колхоза имени Кагановича Масаллинского района Азербайджанской ССР | 01.07.1949      | [ ГС 121 ] |
| 126        | Абильпеисов Турлубек              | 21.11.1926 — 27.11.2017 | Комбайнёр Комсактинской МТС Володарского района Кокчетавской области | 11.01.1957      | [ ГС 122 ] |
| 127        | Абишев Сатымбек                   | 1882—1953               | Старший чабан колхоза «XVIII партийная конференция» Баян-Аульского района Павлодарской области | 23.07.1948      | [ ГС 123 ] |
| 128        | Абишев Уразбай                    | 10.06.1930 — 28.08.2021 | Слесарь локомотивного депо Кзыл-Орда Западно-Казахстанской железной дороги, Кзыл-Ординская область | 02.04.1981      | [ ГС 124 ] |
| 129        | Аблаев Николай Семёнович          | 01.03.1942 — 26.04.2005 | Буровой мастер Нефтегорского управления разведочного бурения производственного объединения «Куйбышевнефть» Министерства нефтяной промышленности СССР, Куйбышевская область                                           | 18.09.1985      | [ ГС 125 ] |
| 130        | Аблотия Александр Теймуразович    | 12.12.1916 — 08.1973    | Председатель исполнительного комитета Сухумского райсовета депутатов трудящихся Абхазской АССР | 19.04.1951      | [ ГС 126 ] |
| 131        | Абляхов Владимир Семёнович        | 24.05.1297 - 14.07.1994 | Комбайнёр совхоза «Чернореченский» Киквидзенского района Волгоградской области | 23.06.1966      | [ ГС 127 ] |
| 132        | Аболтинь Яков Яковлевич           | 12.12.1927 — 21.06.2006 | Бригадир совхоза «Ауструми» Валмиерского района Латвийской ССР | 23.06.1966      | [ ГС 128 ] |
| 133        | Аболтиньш Павел Теодорович        | 23.06.1916 — 10.03.1981 | Столяр Рижского мебельного комбината № 1 Министерства целлюлозно-бумажной и деревообрабатывающей промышленности Латвийской ССР                                                                                       | 17.09.1966      | [ ГС 129 ] |
| 134        | Аболтыня Эмилия Эдуардовна        | 22.09.1917 — 12.03.1994 | Ремонтёр дорожно-эксплуатационного района Министерства автомобильного транспорта и шоссейных дорог Латвийской ССР | 05.10.1966      | [ ГС 130 ] |
| 135        | Аболыков Анна                     | 1889 — ????             | Старший чабан каракулеводческого совхоза «Сайван» Министерства внешней торговли СССР, Бахарденский район Ашхабадской области                                                                                         | 15.09.1948      | [ ГС 131 ] |
| 136        | Абомс Андрис Робертович           | 1938—1992               | Тракторист колхоза «Пенкуле» Добельского района Латвийской ССР | 12.12.1973      | [ ГС 132 ] |
| 137        | Абоносимов Вадим Иванович         | 25.09.1928 — 09.12.2016 | Капитан ледокола «Адмирал Макаров» Дальневосточного морского пароходства Министерства морского флота СССР, Приморский край                                                                                           | 03.07.1986      | [ ГС 133 ] |
| 138        | Абрайтис Юлионас Андрюс           | 1912 — ????             | Обжигальщик изделий Рокайского керамического завода Министерства промышленности строительных материалов Литовской ССР, Каунасский район                                                                              | 07.05.1971      |            |
| 139        | Абрамия Александр Максимович      | 1916 — ????             | Бригадир колхоза имени Молотова Цаленджихского района Грузинской ССР | 21.02.1948      | [ ГС 134 ] |
| 140        | Абрамов Алексей Сергеевич         | 17.12.1911 — 24.07.2000 | Главный конструктор ОКБ-12 Государственного комитета Совета Министров СССР по авиационной технике, гор. Москва | 17.06.1961      | [ ГС 135 ] |
| 141        | Абрамов Борис Петрович            | 15.09.1926 — 07.09.1973 | Председатель колхоза «Трактор» Уренского района Горьковской области | 23.06.1966      | [ ГС 136 ] |
| 142        | Абрамов Исай Абрамович            | 1888 — ????             | Звеньевой колхоза имени Кагановича, гор. Дербент Дагестанской АССР | 27.07.1949      | [ ГС 137 ] |
| 143        | Абрамов Павел Дементьевич         | 1911—1968               | Звеньевой колхоза «Передовой» Октябрьского района Сталинабадской области | 03.05.1949      | [ ГС 138 ] |
| 144        | Абрамов Спартак Иванович          | 16.07.1930 — 15.07.1993 | Звеньевой колхоза «Первое мая» Апостоловского района Днепропетровской области | 08.04.1971      | [ ГС 139 ] |
| 145        | Абрамова Анна Васильевна          | 19.11.1927 — 22.11.1993 | Доярка совхоза «Красноармейский» Эртильского района Воронежской области | 08.04.1971      | [ ГС 140 ] |
| 146        | Абрамова Анна Константиновна      | 06.05.1924 — 2010       | Звеньевая колхоза «Заповит Ильича» Арбузинского района Николаевской области | 23.04.1949      |            |
| 147        | Абрамова Наталья Семёновна        | 10.07.1923 — 03.08.1984 | Трактористка совхоза «Анненковский» Цильнинского района Ульяновской области | 07.12.1973      | [ ГС 141 ] |
| 147.000002 | Абрамова Нина Фёдоровна           | 29.10.1923 — 21.11.2015 | Учительница Луньгинской восьмилетней школы Ардатовского района Мордовской АССР | 01.07.1968      | [ ГС 142 ] |
| 148        | Абрамчук Анна Ивановна            | 25.01.1925 — 22.08.2017 | Старшая птичница колхоза имени Шевченко Деражнянского района Хмельницкой области | 22.03.1966      | [ ГС 143 ] |
| 149        | Абрамычева Нина Ивановна          | 16.06.1926 — 22.02.1948 | Звеньевая колхоза «Красный пахарь» Бакалинского района Башкирской АССР | 02.04.1948      | [ ГС 144 ] |
| 150        | Абрамян Арам Яковлевич            | 31.12.1898 — 13.01.1990 | Консультант Четвёртого Главного управления при Министерстве здравоохранения СССР, доктор медицинских наук, гор. Москва                                                                                               | 17.02.1969      | [ ГС 145 ] |
| 150.000003 | Абрашина Надежда Васильевна       | 21.02.1938 — 19.02.2018 | Раскройщица Кузнецкой обувной фабрики Министерства лёгкой промышленности РСФСР, Пензенская область | 09.06.1966      | [ ГС 146 ] |
| 151        | Абрикосов Алексей Иванович        | 18.01.1875 — 09.04.1955 | Директор Института нормальной и патологической морфологии Академии медицинских наук СССР, академик АН СССР и АМН СССР, гор. Москва                                                                                   | 17.01.1945      | [ ГС 147 ] |
| 152        | Абросимов Василий Николаевич      | 1907 — ????             | Директор Шестаковской МТС Больше-Висковского района Кировоградской области | 25.09.1948      |            |
| 153        | Абросимов Илья Иванович           | 18.07.1890 — 11.02.1968 | Председатель колхоза «Горшиха» Ярославского района Ярославской области | 11.06.1949      | [ ГС 148 ] |
| 154        | Абросимова Екатерина Ивановна     | 11.11.1919 — 28.01.1997 | Трактористка колхоза «Активист» Тутаевского района Ярославской области | 08.04.1971      | [ ГС 149 ] |
| 155        | Абросимова Екатерина Семёновна    | 1927—1993               | Звеньевая колхоза «Революция» Тельченского района Орловской области | 12.03.1949      | [ ГС 150 ] |
| 156        | Абросимова Ольга Ивановна         | 08.06.1923 — 19.04.2010 | Доярка колхоза «Горшиха» Ярославского района Ярославской области | 11.06.1949      | [ ГС 151 ] |
| 157        | Абросов Павел Андреевич           | род. 02.06.1945         | Слесарь механосборочных работ Московского производственного объединения по выпуску автоматических линий и специальных станков Министерства станкостроительной и инструментальной промышленности СССР                 | 29.04.1986      | [ ГС 152 ] |
| 158        | Абсаметов Кудыс                   | 01.01.1920 — 18.01.2007 | Директор Каргалинской средней школы № 1 Джамбулского района Алма-Атинской области | 27.06.1978      | [ ГС 153 ] |
| 159        | Абубакиров Гарайша Давлеевич      | 24.08.1927 — 09.10.2009 | Бригадир проходческой бригады шахты Дегтярского рудоуправления Министерства цветной металлургии СССР, Свердловская область                                                                                           | 30.03.1971      | [ ГС 154 ] |
| 160        | Абубекиров Нажмудин Билялович     | 27.07.1928 — 03.01.1984 | Председатель колхоза имени Чапаева Прохладненского района Кабардино-Балкарской АССР | 15.12.1972      | [ ГС 155 ] |
| 161        | Абужинский Станислав Иванович     | 14.11.1932 — 02.1999    | Звеньевой колхоза «Свислочь» Гродненского района Гродненской области | 30.04.1966      | [ ГС 156 ] |
| 162        | Абулкаиров Жумадильда             | 1893—1983               | Заведующий коневодством колхоза «Новый путь» Максимо-Горьковского района Павлодарской области | 23.07.1948      | [ ГС 157 ] |
| 163        | Абулфайзов Мирзокуль              | 1926—2000               | Звеньевой колхоза имени Ахунбабаева Комсомольского района Самаркандской области | 12.07.1949      |            |
| 164        | Абухбая Терентий Пачавалаевич     | 1904 — ????             | Бригадир колхоза имени Берия Гальского района Абхазской АССР | 21.02.1948      |            |
| 165        | Абушек Павел Захарович            | 17.06.1918 — 15.02.1983 | Старший мастер завода № 524 Удмуртского совета народного хозяйства | 17.06.1961      | [ ГС 158 ] |
| 166        | Абылгазиев Бактыгалий             | 1930 — ????             | Старший скотник нагульно-откормочного гурта племзавода «Чапаевский» Чапаевского района Уральской области | 08.04.1971      | [ ГС 159 ] |
| 167        | Авагимян Катан Саркисовна         | 1881 — 09.02.1969       | Звеньевая Степанакертского виноградарского совхоза Министерства пищевой промышленности СССР, Нагорно-Карабахская автономная область                                                                                  | 04.09.1950      | [ ГС 160 ] |
| 168        | Авагян Роза Вачагановна           | род. 09.09.1926         | Бригадир колхоза села Ахавнатун Эчмиадзинского района Армянской ССР | 30.04.1966      | [ ГС 161 ] |
| 169        | Авазашвили Алихан Алексеевич      | 1914 — ????             | Председатель исполнительного комитета Кварельского районного Совета депутатов трудящихся, Грузинская ССР | 19.04.1951      | [ ГС 162 ] |
| 170        | Авазматов Кучкар                  | 1909 — 29.12.1990       | Первый секретарь Кургантепинского райкома Компартии Узбекистана, Андижанская область | 01.03.1965      |            |
| 171        | Авакян Вазген Багратович          | 1926—2000               | Сыродел-мастер Базарчайского сырзавода Министерства мясной и молочной промышленности Армянской ССР, Сисианский район                                                                                                 | 26.04.1971      | [ ГС 163 ] |
| 172        | Авакян Григорий Вартазарович      | 1909 — ????             | Управляющий отделением виноградарского совхоза имени Низами Министерства пищевой промышленности СССР, Азербайджанская ССР                                                                                            | 04.09.1950      | [ ГС 164 ] |
| 173        | Аванесян Гукас Цатурович          | 1887 — ????             | Звеньевой колхоза имени Тульских рабочих Мартунинского района Нагорно-Карабахской автономной области | 10.03.1948      | [ ГС 165 ] |
| 174        | Авганова Гульбахор                | 1926 — ????             | Звеньевая колхоза имени Сталина Орджоникидзеабадского района Таджикской ССР | 17.01.1957      | [ ГС 166 ] |
| 175        | Авдалян Гурген Микаелович         | род. 1929               | Директор совхоза имени Калинина Калининского района Армянской ССР | 08.04.1971      |            |
| 176        | Авдеев Александр Фёдорович        | 01.11.1929 — 27.09.1997 | Бригадир проходчиков рудника «Центральный» Хрустальненского горно-обогатительного комбината Министерства цветной металлургии СССР, Кавалеровский район Приморского края                                              | 20.05.1966      | [ ГС 167 ] |
| 177        | Авдеев Виктор Васильевич          | 08.11.1935 — 23.01.2001 | Бригадир электромонтажников Первого Тольяттинского монтажного управления треста «Волгоэлектромонтаж» Министерства монтажных и специальных строительных работ СССР, Куйбышевская область                              | 29.12.1973      | [ ГС 168 ] |
| 178        | Авдеев Геннадий Васильевич        | 03.09.1929 — 28.06.2007 | Директор совхоза имени Ильича Темрюкского района Краснодарского края | 08.04.1971      | [ ГС 169 ] |
| 179        | Авдеев Константин Фролович        | 29.10.1931 — 20.02.2001 | Старший чабан колхоза имени Ленина Лиманского района Астраханской области | 22.03.1966      | [ ГС 170 ] |
| 180        | Авдеев Пётр Афанасьевич           | 17.10.1929 — 13.03.2008 | Проходчик горных выработок шахты № 3-ц комбината «Приморскуголь» Министерства угольной промышленности СССР, Приморский край                                                                                          | 30.03.1971      | [ ГС 171 ] |
| 181        | Авдеева Наталья Васильевна        | 08.09.1903 — 14.06.1994 | Бригадир молочного племенного совхоза «Лесные Поляны» Министерства совхозов СССР, Пушкинский район Московской области                                                                                                | 09.10.1949      | [ ГС 172 ] |
| 182        | Авдеенко Михаил Ильич             | 26.10.1933 — 20.12.2016 | Бригадир проходчиков шахты Гуковская производственного объединения «Гуковуголь» Министерства угольной промышленности СССР, Ростовская область                                                                        | 29.01.1981      | [ ГС 173 ] |
| 183        | Авдейчик Михаил Филиппович        | 20.09.1933 — 2003       | Бригадир проходчиков рудника имени 40-летия ВЛКСМ Лениногорского полиметаллического комбината Министерства цветной металлургии Казахской ССР, Восточно-Казахстанская область                                         | 02.03.1981      | [ ГС 174 ] |
| 183.000004 | Авдиенко Ольга Ивановна           | 1922 — ????             | Бригадир полеводческой бригады Первомайского свеклосовхоза Министерства пищевой промышленности СССР, Бурынский район Сумской области                                                                                 | 30.04.1948      |            |
| 184        | Авдонин Захар Тимофеевич          | 21.03.1913 — 15.08.1997 | Председатель колхоза «Искра» Ставропольского района Куйбышевской области | 26.02.1948      | [ ГС 175 ] |
| 185        | Авдохин Андрей Михайлович         | 15.10.1901 — 16.08.1988 | Командир 18-го отдельного железнодорожного батальона, Сталинградская область | 05.11.1943      | [ ГС 176 ] |
| 186        | Авдошин Алексей Герасимович       | 17.03.1915 — 23.09.1991 | Буровой мастер конторы бурения № 1 треста «Оренбургнефтегазразведка», Оренбургская область | 19.03.1959      | [ ГС 177 ] |
| 187        | Аведисян Арут Киракосович         | 1899 — ????             | Бригадир колхоза имени Руставели Сухумского района Абхазской АССР | 06.10.1950      | [ ГС 178 ] |
| 188        | Аверин Иван Степанович            | 02.11.1932 — 18.04.1996 | Звеньевой совхоза «Серебряные Пруды» Серебряно-Прудского района Московской области | 23.12.1976      | [ ГС 179 ] |
| 189        | Аверина Мария Николаевна          | 12.11.1922 — 05.07.2004 | Врач детской больницы № 3, гор. Тюмень | 04.02.1969      | [ ГС 180 ] |
| 190        | Аверков Александр Михайлович      | 17.12.1924 — 13.12.2012 | Старший машинист тепловоза локомотивного депо «Смоляниново» Дальневосточной железной дороги, Приморский край | 04.08.1966      | [ ГС 181 ] |
| 191        | Аверлингене Антонина Зеноновна    | 18.09.1920 — 01.07.1977 | Бригадир хромоотделочного цеха кожевенно-обувного комбината «Эльняс» Литовского совнархоза, гор. Шяуляй | 07.03.1960      | [ ГС 182 ] |
| 192        | Аверьянов Иван Фёдорович          | род. 27.03.1930         | Электросварщик Донецкого завода точного машиностроения Министерства машиностроения СССР | 16.01.1974      | [ ГС 183 ] |
| 193        | Аветисян Агавни Аваковна          | 1930 — ????             | Звеньевая колхоза «Кармир астх» Октемберянского района Армянской ССР | 14.06.1950      | [ ГС 184 ] |
| 194        | Аветисян Ашхен Микаэловна         | 10.01.1920 — 1995       | Доярка колхоза имени Сталина Шаумянского района Армянской ССР | 07.03.1960      | [ ГС 185 ] |
| 195        | Аветисян Елена Карапетовна        | род. 1922               | Заведующая отделением 2-го медицинского объединения, гор. Ленинакан Армянской ССР | 23.10.1978      |            |
| 196        | Аветисян Мисак Арменакович        | 1924 — 04.1971          | Слесарь Ереванского часового завода Министерства приборостроения, средств автоматизации и систем управления СССР, Армянская ССР                                                                                      | 20.04.1971      | [ ГС 186 ] |
| 197        | Аветисян Самвел Хачатурович       | 22.10.1902 — ????       | Председатель колхоза «Авангард» Сисианского района Армянской ССР | 04.05.1948      | [ ГС 187 ] |
| 198        | Аветян Серёжа Хнгасович           | род. 1927               | Звеньевой колхоза имени Микояна Цалкинского района Грузинской ССР | 03.07.1950      |            |
| 199        | Авотниек Янис Янович              | 1907—1987               | Животновод колхоза «Узвара» Огрского района Латвийской ССР | 22.03.1966      | [ ГС 188 ] |
| 200        | Авраменко Григорий Яковлевич      | 23.04.1909 — ????       | Начальник головного ремонтно-восстановительного поезда № 20 Кировской железной дороги, Карело-Финская ССР | 05.11.1943      | [ ГС 189 ] |
| 201        | Авраменко Евдокия Куприяновна     | 1910 — ????             | Телятница колхоза «Ленинськым шляхом» Ореховского района Запорожской области | 22.03.1966      | [ ГС 190 ] |
| 202        | Аврамец Владимир Павлович         | 20.08.1926 — 13.04.2017 | Комбайнёр колхоза «Большевик» Андрушёвского района Житомирской области | 23.06.1966      | [ ГС 191 ] |
| 203        | Аврамишин Корней Семёнович        | род. 16.09.1929         | Машинист льноперерабатывающего агрегата ТЛ-40 Дубровицкой МТС Ровенской области | 26.02.1958      | [ ГС 192 ] |
| 204        | Аврас Леонид Фёдорович            | 17.01.1907 — 02.07.1986 | Директор Уфимского завода аппаратуры связи Министерства радиопромышленности СССР, Башкирская АССР | 26.04.1971      | [ ГС 193 ] |
| 205        | Аврорин Евгений Николаевич        | 11.07.1932 — 09.01.2018 | Начальник научно-теоретического отдела НИИ-1011 Министерства среднего машиностроения СССР, гор. Снежинск Челябинской области                                                                                         | 29.07.1966      | [ ГС 194 ] |
| 206        | Авсеенко Лидия Васильевна         | 10.01.1914 — 10.03.1986 | Звеньевая колхоза имени Кирова Могилёвского района Могилёвской области | 28.03.1949      | [ ГС 195 ] |
| 207        | Авсеенко Пелагея Максимовна       | 05.11.1915 — 31.01.1975 | Звеньевая колхоза имени Кирова Могилёвского района Могилёвской области | 28.03.1949      | [ ГС 196 ] |
| 208        | Авсиевич Сергей Ильич             | род. 02.05.1927         | Оператор 11-го Государственного подшипникового завода Министерства автомобильной промышленности СССР, гор. Минск | 03.01.1974      | [ ГС 197 ] |
| 209        | Авшалумов Ягуда Мишиевич          | 25.12.1912 — 05.2005    | Звеньевой колхоза имени Молотова, гор. Дербент Дагестанской АССР | 27.07.1949      | [ ГС 198 ] |

| Навигационная таблица | Навигационная таблица  |
| --------------------- | ---------------------- |
| «А»                   | Абаев — Авшалумов      |
| «А»                   | Ага Дадаш — Акыниязов  |
| «А»                   | Алабугина — Алямкина   |
| «А»                   | Амадалиев — Анюховская |
| «А»                   | Апайков — Асютченко    |
| «А»                   | Атабаев — Аяускайте    |